# Éterville
Éterville est une commune française, située dans le département du Calvados en région Normandie.

## Géographie

### Localisation
Éterville se situe dans la banlieue de Caen à 8 km de la ville.
La commune se trouve dans l'aire d'attraction de Caen, ainsi que dans sa zone d'emploi et dans son bassin de vie.

### Communes limitrophes
Les communes limitrophes sont  Bretteville-sur-Odon, Fontaine-Étoupefour, Louvigny, Maltot et Verson.
| Verson              | Bretteville-sur-Odon | Louvigny |
| Fontaine-Étoupefour | Éterville            | Louvigny |
| Fontaine-Étoupefour | Maltot               | Maltot   |

### Hydrographie
La commune est située dans le bassin Seine-Normandie. Elle est drainée par l'Odon et divers autres petits cours d'eau,.
L'Odon, d'une longueur de 47 km, prend sa source dans la commune des Monts d'Aunay et se jette  dans l'Orne à Fleury-sur-Orne, après avoir traversé 20 communes. 

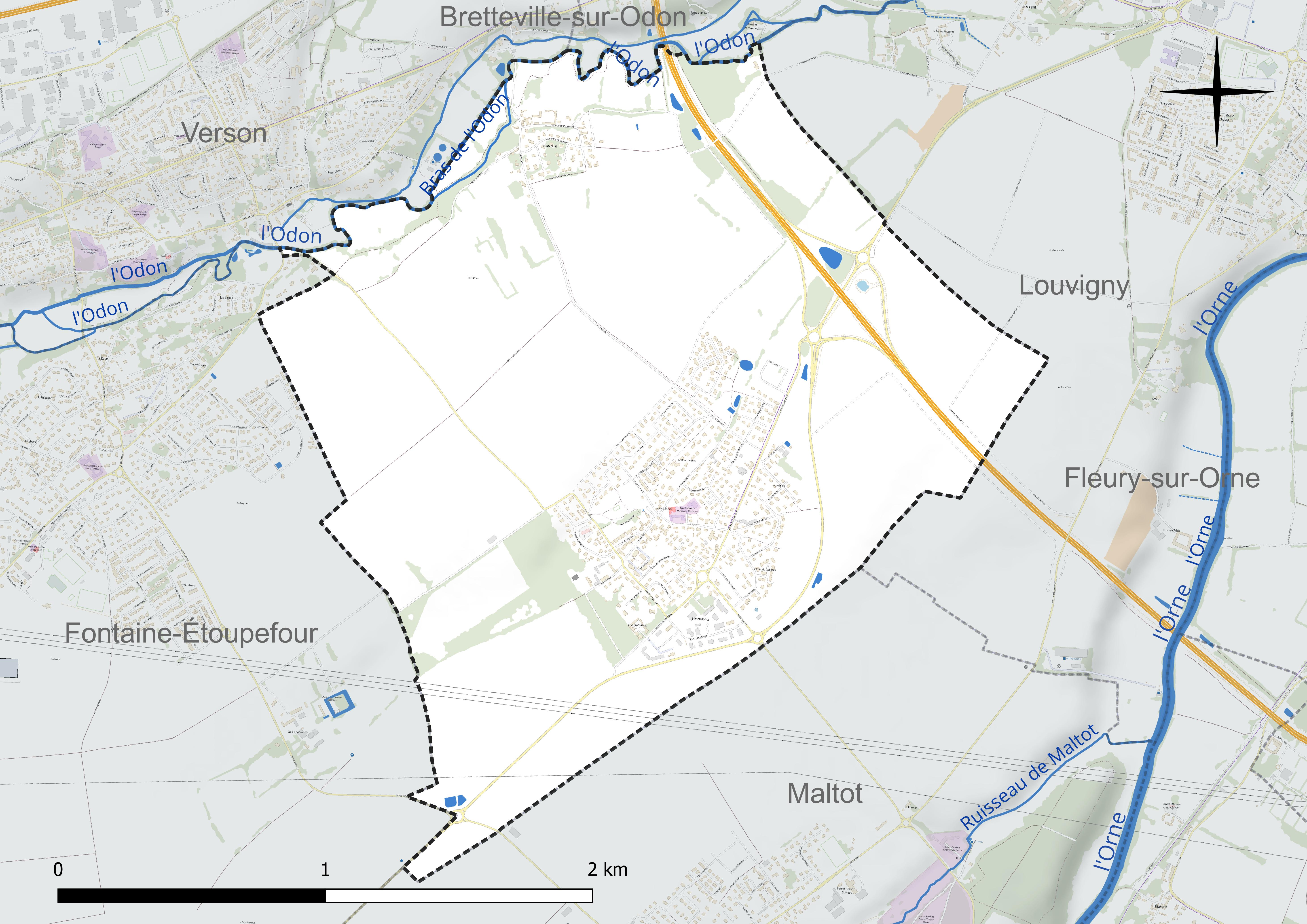
Réseau hydrographique d'Éterville.

### Climat
Pour des articles plus généraux, voir Climat de la Normandie et Climat du Calvados.
En 2010, le climat de la commune est de type climat océanique altéré, selon une étude du CNRS s'appuyant sur une série de données couvrant la période 1971-2000. En 2020, Météo-France publie une typologie des climats de la France métropolitaine dans laquelle la commune est exposée à un climat océanique et est dans la région climatique Normandie (Cotentin, Orne), caractérisée par une pluviométrie relativement élevée (850 mm/a) et un été frais (15,5 °C) et venté. Parallèlement le GIEC normand, un groupe régional d'experts sur le climat, différencie quant à lui, dans une étude de 2020, trois grands types de climats pour la région Normandie, nuancés à une échelle plus fine par les facteurs géographiques locaux. La commune est, selon ce zonage, exposée à un « climat des plateaux abrités », correspondant à la plaine agricole de Caen à Falaise, sous le vent des collines de Normandie et proche de la mer, se caractérisant par une pluviométrie et des contraintes thermiques modérées.
Pour la période 1971-2000, la température annuelle moyenne est de 10,6 °C, avec  une amplitude thermique annuelle de 12,4 °C. Le cumul annuel moyen de précipitations est de 748 mm, avec 12,3 jours de précipitations en janvier et 7,8 jours en juillet. Pour la période 1991-2020, la température moyenne annuelle observée sur la station météorologique la plus proche, située sur la commune de Carpiquet à 5 km à vol d'oiseau, est de 11,5 °C et le cumul annuel moyen de précipitations est de 740,3 mm,. Pour l'avenir, les paramètres climatiques de la commune estimés pour 2050 selon différents scénarios d'émission de gaz à effet de serre sont consultables sur un site dédié publié par Météo-France en novembre 2022.

## Urbanisme

### Typologie
Au 1er janvier 2024, Éterville est catégorisée ceinture urbaine, selon la nouvelle grille communale de densité à 7 niveaux définie par l'Insee en 2022.
Elle est située hors unité urbaine. Par ailleurs la commune fait partie de l'aire d'attraction de Caen, dont elle est une commune de la couronne,. Cette aire, qui regroupe 296 communes, est catégorisée dans les aires de 200 000 à moins de 700 000 habitants,.

### Occupation des sols

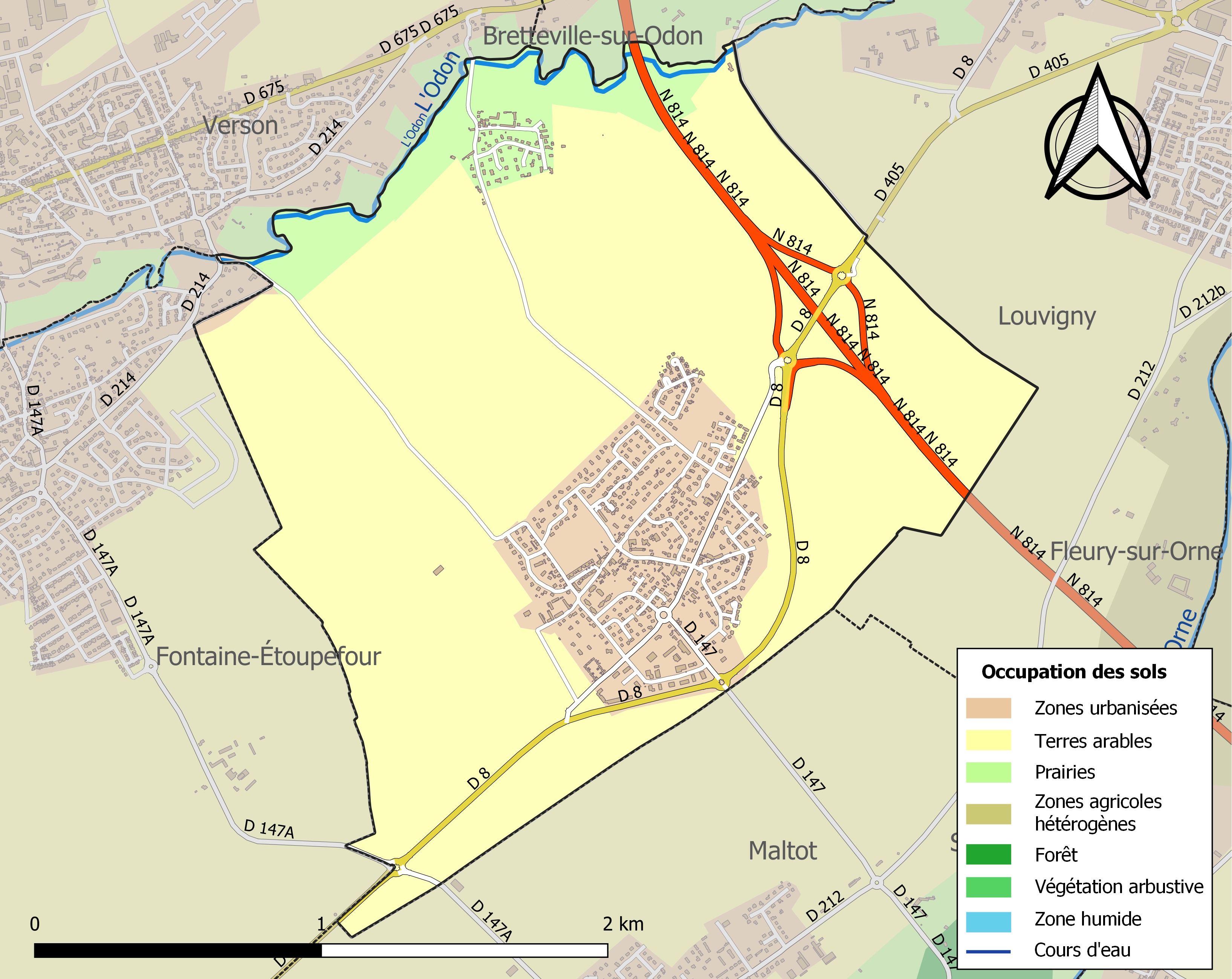
Carte des infrastructures et de l'occupation des sols de la commune en 2018 (CLC).

L'occupation des sols de la commune, telle qu'elle ressort de la base de données européenne d'occupation biophysique des sols Corine Land Cover (CLC), est marquée par l'importance des territoires agricoles (85,3 % en 2018), en diminution par rapport à 1990 (92,9 %). La répartition détaillée en 2018 est la suivante : 
terres arables (78 %), zones urbanisées (14,7 %), prairies (7,3 %).
L'évolution de l'occupation des sols de la commune et de ses infrastructures peut être observée sur les différentes représentations cartographiques du territoire : la carte de Cassini (XVIIIe siècle), la carte d'état-major (1820-1866) et les cartes ou photos aériennes de l'IGN pour la période actuelle (1950 à aujourd'hui).

### Habitat et logement
En 2021, le nombre total de logements dans la commune était de 674, alors qu'il était de 632 en 2016 et de 520 en 2011.
Parmi ces logements, 97 % étaient des résidences principales, 0,2 % des résidences secondaires et 2,7 % des logements vacants. Ces logements étaient pour 91,6 % d'entre eux des maisons individuelles et pour 8 % des appartements.
Le tableau ci-dessous présente la typologie des logements à Éterville en 2021 en comparaison avec celle du Calvados et de la France entière. Une caractéristique marquante du parc de logements est ainsi la faible proportion des résidences secondaires et logements occasionnels (0,2 %) par rapport au département (17,8 %) et à la France entière (9,7 %).
| Typologie                                               | Éterville | Calvados | France entière |
| ------------------------------------------------------- | --------- | -------- | -------------- |
| Résidences principales (en %)                           | 97        | 75,5     | 82,2           |
| Résidences secondaires et logements occasionnels (en %) | 0,2       | 17,8     | 9,7            |
| Logements vacants (en %)                                | 2,7       | 6,6      | 8,1            |

## Toponymie
Le nom de la localité est attesté sous les formes Estarvilla en 1066, Starvilla en 1082 ; Estarvilla en 1086 ; Estarville en 1371 ; Estervilla au XVe siècle ; Estreville en 1484.
Il s'agit d'une formation toponymique médiévale en -ville (au sens ancien de « domaine rural », vile en ancien français cf. vilain « paysan du Moyen Âge »), dont le premier élément Étre- représente un anthroponyme conformément le cas général.
La proposition d'Albert Dauzat de voir dans le premier élément le nom de personne germanique continental Asthar n'est pas soutenue par les formes anciennes, il ne cite d'ailleurs pas la forme Starvilla. Il convient de proposer l'anthroponyme scandinave Starr qui s'accorde mieux avec les formes anciennes et par la localisation d'Éterville dans une zone de diffusion de la toponymie norroise. On retrouve ce nom de personne dans les noms de lieux danois Starup et anglais Starston.

## Histoire

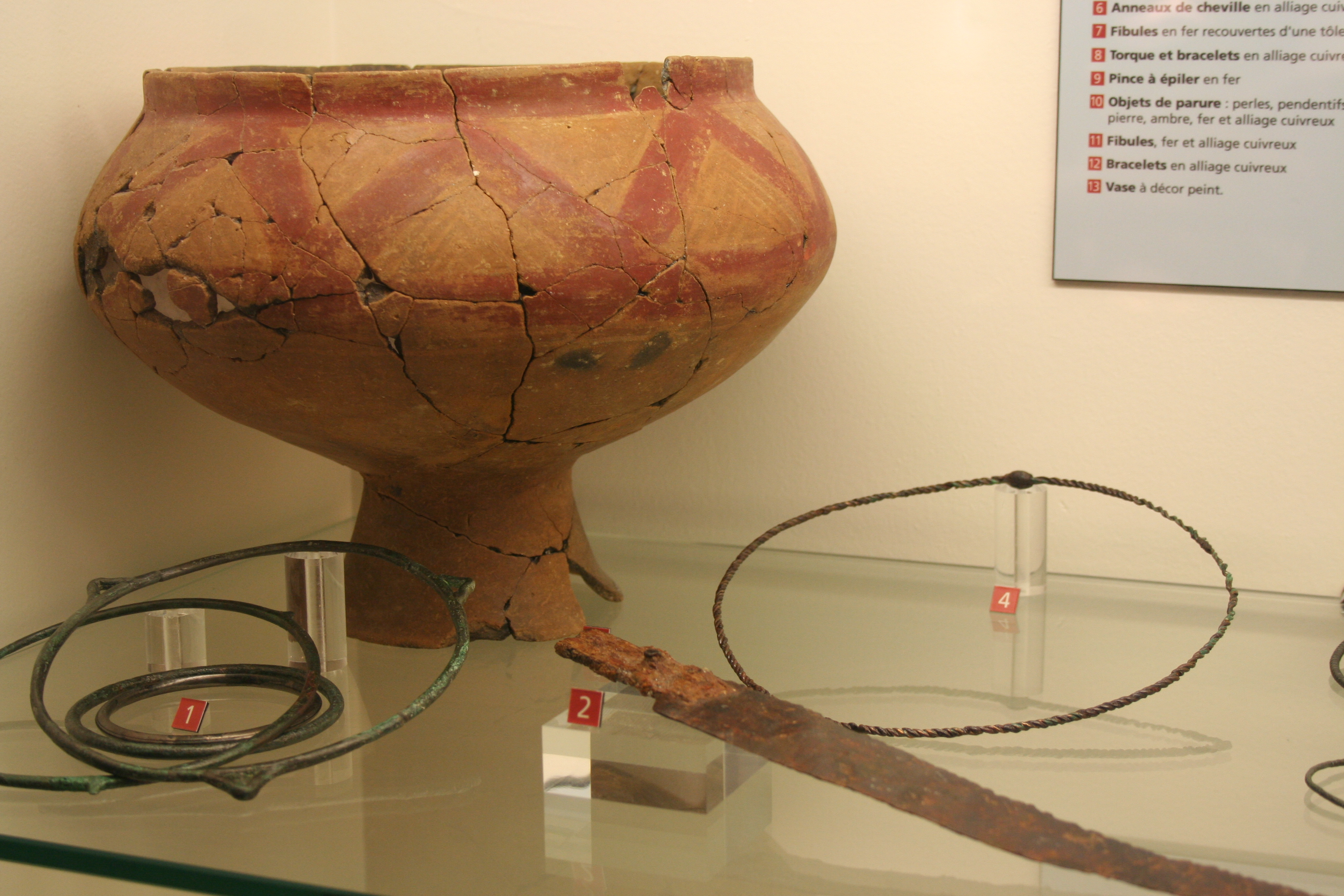
Vase d'Éterville.

### Antiquité
La présence d'occupation humaine sur la commune d'Éterville est attestée par des découvertes archéologique. Une nécropole a même été découverte et a fait l'objet de fouilles sur plusieurs années. Ce travail a permis d'établir une fréquentation sur près de trois siècles (entre le milieu du VIe et le milieu du IIIe siècle avant notre ère). Une dizaine de sépultures ont été identifiées recelant notamment des fibules et des torques filiformes du second âge du fer de l'aire celtique. Ce qui est désormais dénommé « la nécropole d'Éterville », se situe sous le lotissement le Clos des Lilas.
Une présence durant la période gallo-romaine est également attestée par la découverte de poteries (tel le vase d'Éterville) ; la commune est à proximité immédiate de Vieux-la-Romaine.

### Époque contemporaine
En 1866, un violent incendie ravage le centre du bourg d'Éterville détruisant plusieurs maisons dont la fabrique de tonneaux. Ce n'est qu'en 1877 qu'il est accordé à la fabrique d'Éterville, par autorisation ministérielle, le droit d'être dotée de cloches d'alarmes en cas de sinistre. Or en 1883, un nouvel incendie se déclare dans la commune alors qu'il n'y a pas de sapeurs-pompiers ni de secours à Éterville.
En 1886, à la suite d'une défection du maire d'Éterville, c'est le curé qui est désigné adjoint au maire (en l'absence du maire, le cachet de la mairie est déposé chez le curé, qui se trouve ainsi élevé à la dignité d'adjoint).
En juin 1901, le comte de Bourmont obtient une concession de mines de fer sur le territoire des communes d'Éterville, mais aussi de Louvigny, Maltot et Feuguerolles.
En janvier 1929, le conseiller général du canton accorde à Éterville un arrêt d'autobus (sur la ligne reliant Caen à Hamars en passant par la grande route jusqu'à Sainte-Honorine, puis par Évrecy, le Bon Repos, Esquay, Vieux, Maltot. Cela désenclave la commune.
En mai 1936, M. l'abbé Niess, curé d'Éterville, découvre enterrées sous les autels latéraux du chœur, deux statues de la Vierge à l'Enfant du XVIIe siècle.
En 1936, la commune n'est peuplée que de 212 habitants, elle est alors constituée de plusieurs grosses fermes, d'un château et d'une église mais aussi de quelques débitants et ateliers le long de la route menant à Évrecy et d'un carrefour routier important, au niveau du lieu-dit l'Intendance.

#### 1944: bataille de Caen

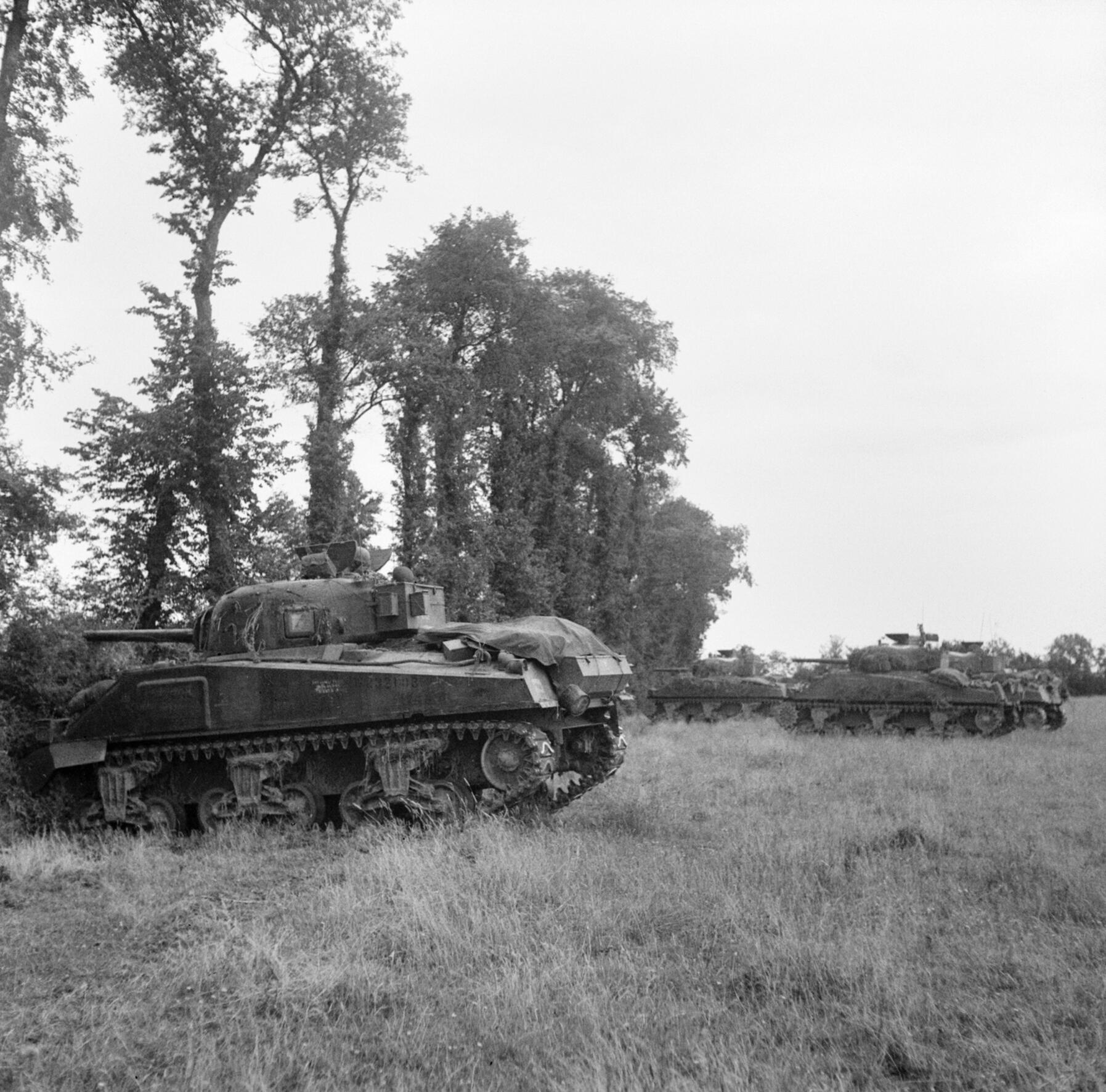
Chars anglais Churchill avant l'attaque sur Éterville à l'été 1944.

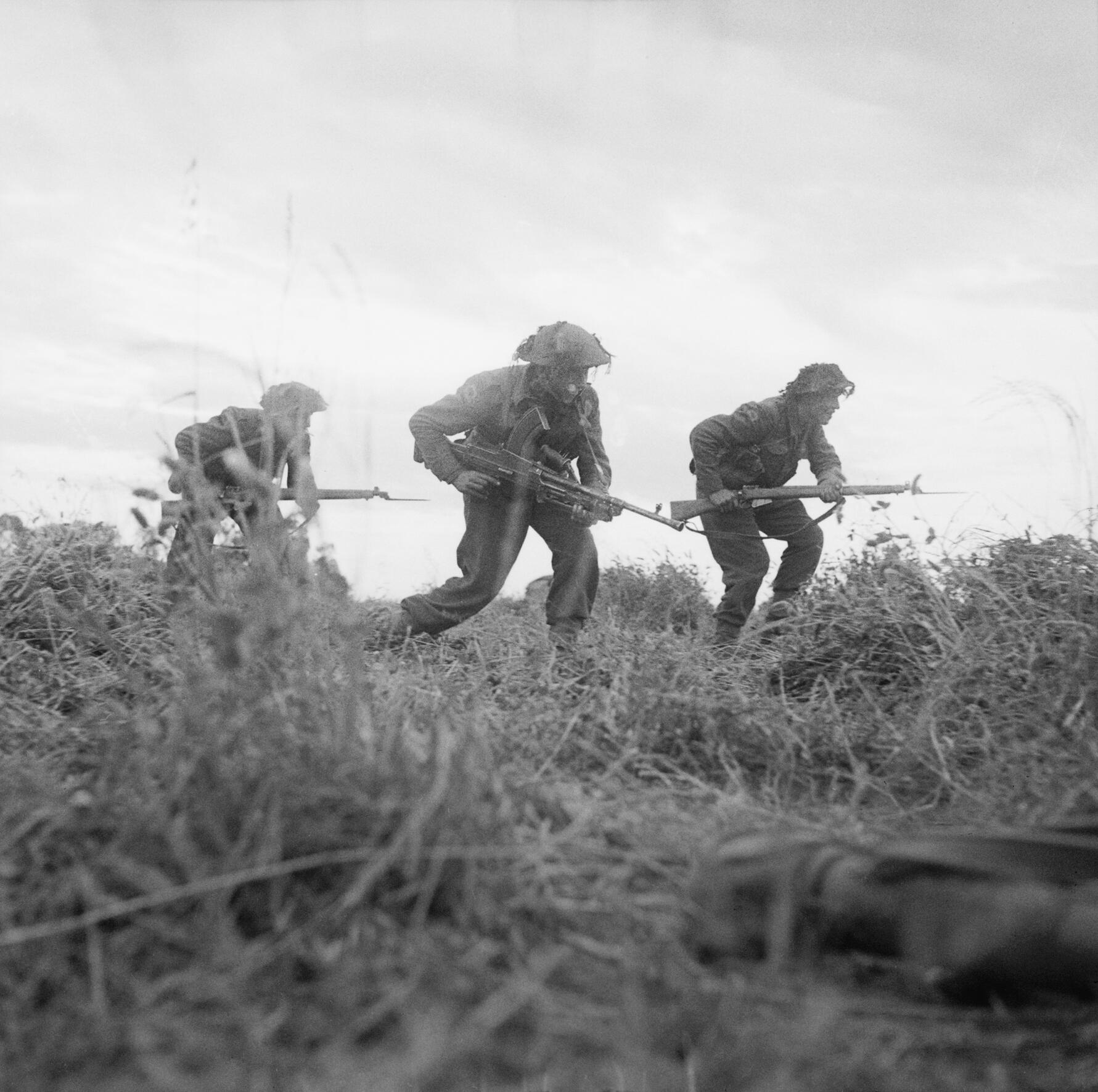
Soldats britanniques progressant vers Éterville.

Lors de la bataille de Caen, l'opération Jupiter (10 et 11 juillet) tentait en vain de conquérir la colline 112 (située entre Orne et Odon), Fontaine-Étoupefour, Éterville et Maltot.
Au matin du 10 juillet, les Britanniques de la 43e division d'infanterie partent de Fontaine-Étoupefour en direction d'Éterville et de la cote 112. À 6 h 20, le lance Corporal Butt sonne la charge au clairon déclenchant l'assaut du 4e Dorset sur Éterville ; après l'assaut initial, on dénombre 13 tués dont un officier et 110 blessés. Dans la continuité, les combats pour « nettoyer » la ville sont « un cauchemar » au dire du commandant du 4th Dorsetshire. En effet, la ville était alors défendue par des éléments composites des Waffen-SS et de la 10e division SS Frundsberg. Le château d'Éterville, alors hôpital de campagne allemand, est épargné par les obus. L'église d'Éterville est en partie détruite au niveau de sa nef et le PC du régiment creusé dans l'allée du cimetière; témoignages de cette présence, des graffitis de soldats occupants les lieux sont encore visibles sur les murs de l'église.
Les combats durent toute la journée du 10 juillet, maison par maison et après avoir pris Éterville, les troupes du 4e régiment du Dorset se lancent à l'assaut de Maltot qu'ils prennent après de lourdes pertes. Finalement, 348 soldats anglais sont perdus durant toute cette journée.
Le lendemain 11 juillet 1944, une violente contre-attaque allemande repousse les soldats britanniques depuis Maltot jusqu'à Éterville que les hommes du Wessex doivent désormais défendre, relayés par le 9th Cameronians, une grande confusion règne alors « de nombreux morts pourrissant au soleil et des blessés gisant un peu partout dans le village lourdement bombardé, remplis de chenillettes et autres véhicules en flammes ».
Les combats ne s'y achèvent que le soir du 11 juillet sans gain véritable de territoire alors que les britanniques  régiment doivent en partie abandonner la commune. Une guerre de position s'établit alors où Éterville se situe sur la ligne de front que défend la 1re division SS Leibstandarte SS Adolf Hitler.
Ce n'est qu'avec l'opération Atlantic que mènent les canadiens conjointement à l'opération Goodwood, que la commune d'Éterville est définitivement libérée le 18 juillet 1944 par les Royal Regiment of Canada.

#### La reconstruction
Les terribles combats pour la prise de la cote 112 visant à encercler Caen ont finalement détruit une bonne partie de la commune et notamment son église où l'on s'est battu au corps-à-corps.
En août 1945, la ville est toujours sinistrée et les habitants d'Eterville dressent alors une pétition, signée par l'ensemble de la population, afin de retrouver un lieu de prière puisque l'église a été détruite durant les furieux combats de l'été dernier. Une chapelle est alors aménagée dans un baraquement.
Ce n'est qu'en octobre 1946 que les relations postales sont rétablies à la suite de la réouverture de l'établissement de receveur distributeur de Maltot.
La ville va connaitre un développement urbain mesuré jusqu'à l'arrivée du périphérique en 1997. À partir de cette  date, désormais « porte du périphérique » (sortie 10 Éterville) et de facto reliée directement à la ville de Caen, Éterville ne va cesser de croitre faisant l'objet d'une politique de construction rationnelle visant à faire perdurer le côté "village" de la commune. Une zone d'activité est progressivement développée au lieu-dit l'Intendance.

## Politique et administration

### Rattachements administratifs et électoraux

#### Rattachements administratifs
La commune se trouve dans l'arrondissement de Caen du département du Calvados.
Elle faisait partie depuis 1801 du canton d'Évrecy. Dans le cadre du redécoupage cantonal de 2014 en France, cette circonscription administrative territoriale a disparu, et le canton n'est plus qu'une circonscription électorale.

#### Rattachements électoraux
Pour les élections départementales, la commune fait partie depuis 2014 du canton de Caen-5.
Pour l'élection des députés, elle fait partie de la sixième circonscription du Calvados.

### Intercommunalité
Éterville était membre de la communauté d'agglomération dite communauté d'agglomération du Grand Caen, appelée de 2004 à 2016, communauté d'agglomération Caen la mer, un établissement public de coopération intercommunale (EPCI) à fiscalité propre créé en 2002 et auquel la commune avait transféré un certain nombre de ses compétences, dans les conditions déterminées par le code général des collectivités territoriales.
Dans le cadre des dispositions de la loi portant nouvelle organisation territoriale de la République du 7 août 2015, qui prévoit que les établissements publics de coopération intercommunale (EPCI) à fiscalité propre doivent avoir un minimum de 15 000 habitants, cette intercommunalité a fusionné avec ses voisines pour former, le 1er janvier 2017, la communauté urbaine dénommée Caen la Mer dont est désormais membre la commune.
La communauté urbaine est l'une des dix  intercommunalités qui constituent le Pays de Caen.

### Liste des maires
| Période                                  | Période                       | Identité         | Étiquette | Qualité                                                                                            |
| ---------------------------------------- | ----------------------------- | ---------------- | --------- | -------------------------------------------------------------------------------------------------- |
| Les données manquantes sont à compléter. |                               |                  |           | |
|                                          |                               |                  |           | |
|                                          | mars 1989                     | M. Terrée        |           | Pépiniériste                                                                                       |
| mars 1989                                | mars 2008                     | Carmelle Catteau |           | |
| mars 2008                                | 2014                          | Paul Ragot       |           | Formateur                                                                                          |
| 2014                                     | En cours (au 22 juillet 2024) | Thierry Saint    | SE        | Contrôleur de gestion Vice président de la CU Caen la Mer (2024 → ) Réélu pour le mandat 2020-2026 |

### Jumelage
Gaukönigshofen (Allemagne) depuis 1998.

## Équipements et services publics
Éterville dispose d'une mairie, une salle polyvalente (salle des fêtes), une école primaire et maternelle, une bibliothèque, une église, un bar - bureau de tabac.

## Population et société

### Population
L'évolution du nombre d'habitants est connue à travers les recensements de la population effectués dans la commune depuis 1793. Pour les communes de moins de 10 000 habitants, une enquête de recensement portant sur toute la population est réalisée tous les cinq ans, les populations de référence des années intermédiaires étant quant à elles estimées par interpolation ou extrapolation. Pour la commune, le premier recensement exhaustif entrant dans le cadre du nouveau dispositif a été réalisé en 2007.

En 2022, la commune comptait 1 567 habitants, en évolution de −2,37 % par rapport à 2016 (Calvados : +1,58 %, France hors Mayotte : +2,11 %).
| 1793 | 1800 | 1806 | 1821 | 1831 | 1836 | 1841 | 1846 | 1851 |
| ---- | ---- | ---- | ---- | ---- | ---- | ---- | ---- | ---- |
| 246  | 236  | 153  | 241  | 245  | 264  | 266  | 268  | 265  |

| 1856 | 1861 | 1866 | 1872 | 1876 | 1881 | 1886 | 1891 | 1896 |
| ---- | ---- | ---- | ---- | ---- | ---- | ---- | ---- | ---- |
| 282  | 281  | 256  | 244  | 259  | 242  | 225  | 219  | 200  |

| 1901 | 1906 | 1911 | 1921 | 1926 | 1931 | 1936 | 1946 | 1954 |
| ---- | ---- | ---- | ---- | ---- | ---- | ---- | ---- | ---- |
| 174  | 202  | 200  | 163  | 183  | 193  | 212  | 160  | 232  |

| 1962 | 1968 | 1975 | 1982 | 1990 | 1999  | 2006  | 2007  | 2012  |
| ---- | ---- | ---- | ---- | ---- | ----- | ----- | ----- | ----- |
| 307  | 319  | 378  | 493  | 766  | 1 043 | 1 312 | 1 351 | 1 389 |

| 2017  | 2022  | - | - | - | - | - | - | - |
| ----- | ----- | - | - | - | - | - | - | - |
| 1 631 | 1 567 | - | - | - | - | - | - | - |

### Manifestations culturelles et festivités
Une foire au grenier est organisée chaque année[réf. nécessaire].

### Sports et loisirs
Des cours de tennis de table sont dispensés dans la salle polyvalente.[réf. nécessaire]

## Culture locale et patrimoine

### Lieux et monuments
- L'église Saint-Jean-Baptiste d'Éterville comprend sur le mur Sud deux plaques inaugurées en 1984 en l'honneur des 8th Reconnaissance Regiment et du Royal Regiment of Canada qui ont libéré la ville le 18 juillet 1944.
- Château privé du XVIIe de la marquise de Croismare, monument historique avec dépendance du XIXe siècle et parc d'une superficie totale de l'ordre de 13 hectares

### Personnalités liées à la commune
- Louis François Pierre Louvel de Janville (17 juillet 1743-29 juillet 1808), ancien maire de Caen, bienfaiteur, né à Paluel et mort à Éterville.

## Pour approfondir